# Jules-Géraud Saliège
Jules-Géraud Saliège (Crouzy-Haut, 24 febbraio 1870 – Tolosa, 5 novembre 1956) è stato un cardinale e arcivescovo cattolico francese.

## Biografia
Nato a Crouzy-Haut il 24 febbraio 1870.
Nominato vescovo di Gap il 29 ottobre 1925, lasciò la diocesi tre anni dopo, essendo stato nominato  arcivescovo di Tolosa, carica che tenne fino alla morte. Papa Pio XII lo elevò al rango di cardinale nel concistoro del 18 febbraio 1946; il 17 maggio dello stesso anno ricevette il titolo di Santa Pudenziana.
Morì il 5 novembre 1956 all'età di 86 anni.

## Impegno contro il nazismo
Fece parte della resistenza ed era visceralmente contrario al nazismo e al razzismo.
Il 23 agosto 1942 fece leggere una lettera pastorale in ogni parrocchia della sua diocesi, rischiando di essere arrestato dalla Gestapo:
(Et clamor Jerusalem ascendit, (pp. 81–82))

## Genealogia episcopale e successione apostolica
La genealogia episcopale è:
- Cardinale Scipione Rebiba
- Cardinale Giulio Antonio Santorio
- Cardinale Girolamo Bernerio, O.P.
- Arcivescovo Galeazzo Sanvitale
- Cardinale Ludovico Ludovisi
- Cardinale Luigi Caetani
- Cardinale Ulderico Carpegna
- Cardinale Paluzzo Paluzzi Altieri degli Albertoni
- Papa Benedetto XIII
- Papa Benedetto XIV
- Papa Clemente XIII
- Cardinale Giovanni Francesco Albani
- Cardinale Carlo Rezzonico
- Cardinale Antonio Dugnani
- Arcivescovo Jean-Charles de Coucy
- Arcivescovo Jean-Joseph-Marie-Victoire de Cosnac
- Arcivescovo Pierre-Marie-Joseph Darcimoles
- Arcivescovo Jacques-Marie-Achille Ginoulhiac
- Arcivescovo Pierre-Antoine-Justin Paulinier
- Vescovo François-Nicolas-Xavier-Louis Besson
- Arcivescovo Edmond-Frédéric Fuzet
- Vescovo Paul-Augustin Le Coeur
- Cardinale Jules-Géraud Saliège

La successione apostolica è:
- Vescovo Louis-Marie-Joseph de Courrèges d'Ustou (1935)